# Genista taurica
Genista taurica là một loài thực vật có hoa trong họ Đậu. Loài này được Dubovik miêu tả khoa học đầu tiên.